# Harry Brown (Drehbuchautor)
Harry Brown (* 30. April 1917 in Portland, Maine; † 2. November 1986 in Los Angeles, Kalifornien) war ein US-amerikanischer Drehbuch- und Romanautor.

## Leben
Harry Brown studierte an der Harvard University. Er diente im Zweiten Weltkrieg und schrieb für das Armee-Magazin Yank, the Army Weekly.
Sein Debüt als Drehbuchautor gab er 1945 mit dem Film The True Glory. Sein Roman A Walk in the Sun wurde im gleichen Jahr unter dem Titel Landung in Salerno verfilmt. Die Regie übernahm Lewis Milestone. Bis in die 1960er Jahre hinein arbeitete er als Drehbuchautor für das Kino wie auch dem Fernsehen. 1966 wurde sein Roman The Stars in Their Courses von Howard Hawks mit Schauspieler John Wayne in der Hauptrolle unter dem Titel El Dorado verfilmt.
Im Jahre 1950 wurde er zum ersten Mal für den Oscar für sein Drehbuch zum Film Du warst unser Kamerad nominiert. Zwei Jahre später wurde er mit der Trophäe in der Kategorie Bestes adaptiertes Drehbuch für den Film Ein Platz an der Sonne ausgezeichnet.

## Filmografie (Auswahl)
Drehbuch
- 1947: Eine brennende Liebe (The Other Love)
- 1948: Triumphbogen (Arch of Triumph)
- 1948: Im Banne der roten Hexe (Wake of the Red Witch)
- 1949: Der Mann vom Eiffelturm (The Man on the Eiffel-Tower)
- 1949: Du warst unser Kamerad (Sands of Iwo Jima)
- 1950: Den Morgen wirst du nicht erleben (Kiss Tomorrow Goodbye)
- 1951: Ein Platz an der Sonne (A Place in the Sun)
- 1951: Bis zum letzten Atemzug (Only The Valiant)
- 1952: Die schwarzen Reiter von Dakota (Bugles in the Afternoon)
- 1952: Der unsichtbare Schütze (The Sniper)
- 1953: Die schwarze Perle (All the Brothers Were Valiant)
- 1955: Die jungfräuliche Königin (The Virgin Queen)
- 1955: Ein Mann liebt gefährlich (Many Rivers to Cross)
- 1956: Zwischen Himmel und Hölle (D-Day the Sixth of June)
- 1956: Feuertaufe (Between Heaven and Hell)
- 1957: Durchbruch bei Morgenrot (The Deep Six)
- 1958: Der Killer mit der sanften Stimme (The Fiend Who Walked the West)
- 1960: Frankie und seine Spießgesellen (Ocean’s Eleven)

Literarische Vorlage
- 1945: Landung in Salerno (A walk in the sun)
- 1966: El Dorado
- 2001: Ocean’s Eleven